# Оркен (Мактааральський район)
Орке́н (каз. Өркен) — село у складі Мактааральського району Туркестанської області Казахстану. Входить до складу сільського округу Жолдабая Нурлибаєва.
До 2008 року село називалося Юбілейне.
Населення — 521 особа (2021; 459 у 2009, 452 у 1999, 490 у 1989).